# Килбрикен

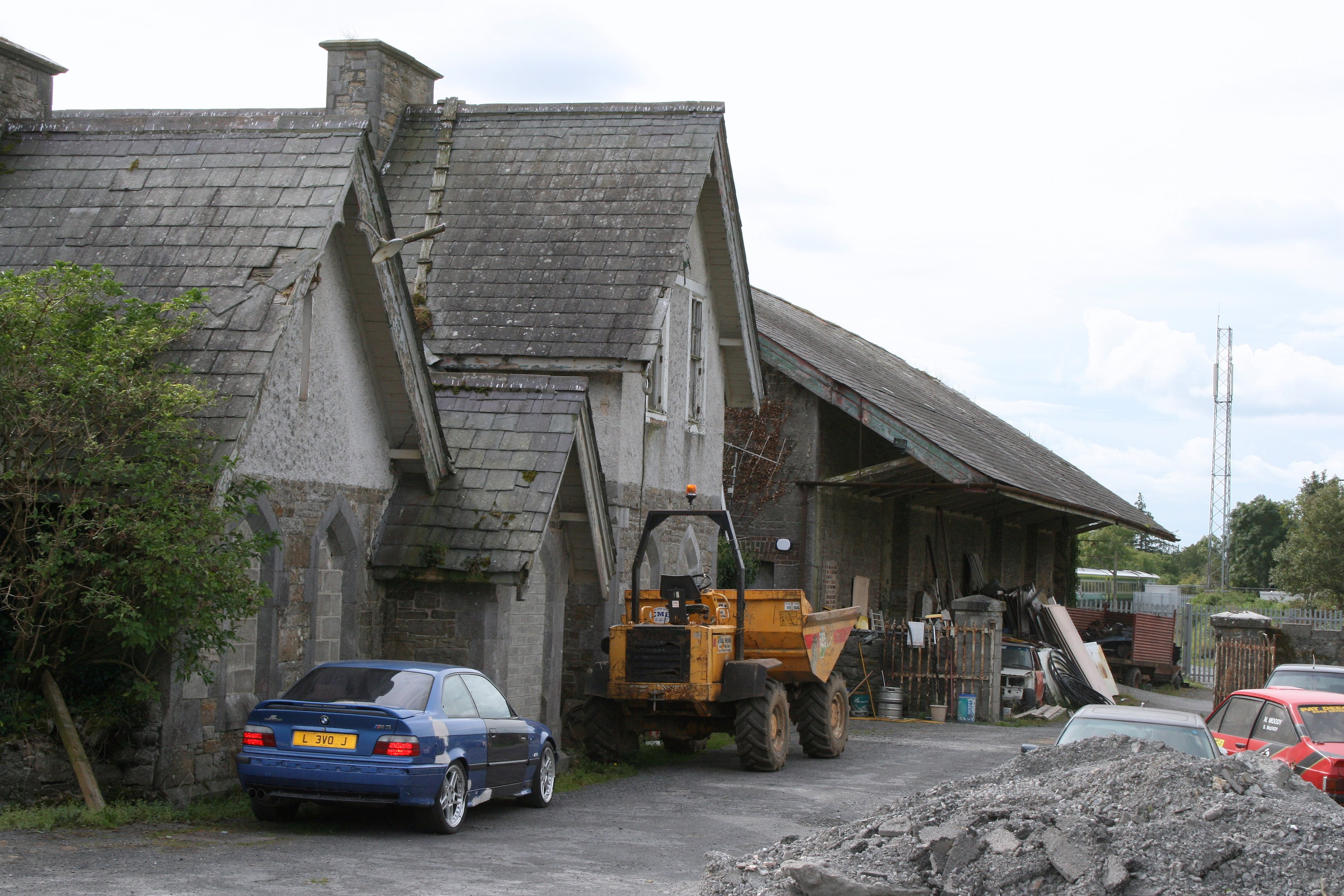
Станция

Килбрикен (англ. Kilbricken) — деревня в Ирландии, находится в графстве Лиишь (провинция Ленстер).
Местная железнодорожная станция была открыта 1 сентября 1848 года, закрыта для товароперевозок 3 ноября 1975 года и окончательно закрыта 6 сентября 1976 года.